# Ортис Рубио, Паскуаль
Паскуаль Ортис Рубио (исп. Pascual Ortiz Rubio; 10 марта 1877, Морелия — 4 ноября 1963, Мехико) — мексиканский политик.

## Биография
Родился в Морелии (штат Мичоакан) в семье политика Паскуаля Ортиса де Айяла-и-Уэрта и Леоноры Рубио Корнелис. Окончил Мичоаканский университет Сан-Николас-де-Идальго.
Занимал пост президента Мексики с 1930 по 1932 год, ранее был губернатором штата Мичоакан (с 1917 по 1918 год). В 1920—1921 годах — министр транспорта и общественных работ. В 1925 году — посол Мексики в Германии, затем в 1926—1929 — в Бразилии.
17 ноября 1929 года избран президентом Мексики от национальной революционной партии, вступил в должность 5 февраля 1930 года. Через два часа после того, как принял присягу, вооружённый мужчина сделал шесть выстрелов по президентскому автомобилю, ранив его в челюсть. Нападавший был быстро арестован.
Его президентство было отмечено принятием законов о гражданстве, утверждением религиозной свободы и признанием Испанской республики. После двух лет пребывания в должности ушёл в отставку 4 сентября 1932 года, протестуя против установления всевластия Плутарко Кальеса, известного как «Максимат».